# Уркас (хребет)
Уркас— горный хребет Башкирского (Южного) Урала. Вытянут с севера на юг на правом берегу реки Большой Нугуш, между правыми притоками этой реки Арям-Кудашка и Малая Кудашка. Расположен на территории Ишимбайского района.
Склоны пологие. Хребет сложен известняками и доломитами девонского периода.

## Ландшафт
Длина хребта 12 км, высоты 550–600 метров, высшая точка находится в южной части и имеет высоту 629 метров. По другим данным, длина хребта — 7 км, ширина — 2 км, а максимальная абсолютная высота — 614,7 метра. Продолжением хребта на юг является хребет Кугузар.
Ландшафты представлены широколиственными лесами (осина, берёза, липа) на горных серых лесных почвах. Имеются участки луговой растительности.
На хребте Уркас берут начало притоки Большого Нугуша — Арям-Кудашка и Лапырюрт.

## Этимология
Название «Уркас» (башк.Үркәс) происходит от башкирского слова «үркәс» — «горб» (верблюжий, горного хребта), «похожий на горб».